# NLB Skupina
NLB Skupina je največja bančno-finančna skupina v Sloveniji, katere jedro dejavnosti je v Jugovzhodni Evropi.
Banke v NLB Skupini pokrivajo trge s približno 17,4 milijona prebivalcev. Poleg NLB d.d., javne delniške družbe in ene ključnih bank v Sloveniji, NLB Skupino sestavlja več hčerinskih bank v Jugovzhodni Evropi: NLB Banka, Skopje; NLB Banka, Sarajevo; NLB Banka, Banja Luka; NLB Banka, Priština; NLB Komercijalna banka, Beograd; NLB Banka, Podgorica in več družb za pomožne storitve (upravljanje premoženja, lizing, upravljanje nepremičnin itd.).
NLB je od 14. novembra 2018 družba, ki kotira na borzi v lasti razpršene baze vlagateljev in katere največji delničar je Republika Slovenija s 25 % plus eno delnico. S prevzemom srbske Komercijalne banke, Beograd decembra 2020 je skupina še dodatno okrepila svoj strateški in sistemski položaj v regiji in zdaj na kar šestih od sedmih trgov, kjer je prisotna, zaseda enega od prvih treh položajev.
Marca 2022 je EU enota Sberbank zapadla v insolventnost zaradi sankcij EU kot odziva na rusko invazijo na Ukrajino. NLB d.d. je z Enotnim odborom za reševanje po vsega nekaj dneh sklenila kupoprodajno pogodbo za pridobitev 100-odstotnega lastniškega deleža v Sberbank d.d., pozneje preiemenovano v N Banko, jo stabilizirala s 500 milijoni evrov likvidnostne linije in s tem Banko Slovenije podprla pri ohranjanju finančne stabilnosti slovenskega bančnega sistema, strankam Sberbank d.d. pa hitro omogočila vnovičen dostop do sredstev na računih in nemoteno poslovanje. Septembra 2023 se je s prenosom vseh strank in njihovega poslovanja uspešno zaključila operativna pripojitev N Banke k NLB.
NLB je novembra 2023 sklenila sporazum o prevzemu 100-odstotnega lastniškega deleža v družbi SLS HOLDCO, holdinška družba, matične družbe Summit Leasing Slovenija in njene hrvaške hčerinske družbe Mobil Leasing. Transakcija je bila uspešno zaključena septembra 2024, z njenim zaključkom pa je NLB znova vstopila na trg republike Hrvaške. Na začetku julija 2025 sta po uspešni integraciji NLB Lease&Go in Summit Leasing Slovenija začeli delovati kot ena družba NLB Lease&Go.
NLB Skupina je poslovno leto 2024 zaključila z dobičkom po obdavčitvi v višini 514,6 milijona evrov, dobiček pred rezervacijami pa se je v primerjavi z enakim obdobjem leto pred tem povečal za 9 % (51,2 milijona evrov). Ob objavi nerevidiranih rezultatov za leto 2024 je NLB Skupina napovedala, da ustvarjanje vrednost za delničarje ostaja prednostna naloga, s pričakovanim 50-odstotnim izplačilom dividend v letu 2025 od dobička za leto 2024. V prvi polovici leta 2025 je NLB Skupina ustvarila dobiček po obdavčitvi v višini 274,4 milijona evrov.